# Мой шпион: Вечный город
«Мой шпион: Вечный город» (англ. My Spy: The Eternal City) — американская шпионская комедия режиссёра Питера Сигала. Продолжение фильма «Мой шпион» 2020 года. Свои роли из предыдущего фильма повторили Дейв Батиста, Хлоя Колман, Кристен Шаал и Кен Джонг.
Премьера состоялась 18 июля 2024 года на стриминговом сервисе Amazon Prime Video.

## Сюжет
Софи убеждает Джей Джея поехать с ней в Италию, где они оказываются вовлечены в террористический заговор, нацеленный на главу ЦРУ Дэвида Кима и его сына Коллина.

## В ролях
- Дэйв Батиста — Джей-Джей
- Хлоя Колман — Софи
- Кристен Шаал — Бобби
- Кен Джонг — Дэвид Ким
- Анна Фэрис
- Крейг Робинсон
- Флюла Борг
- Никола Коррейя-Дамуд
- Ной Далтон Дэнби
- Девер Роджерс — Карлос
- Билли Бэррэтт
- Тэхо К
- Пол дю Туа — Харгар
- Лара Бабалола — Кейт

## Производство
Кинокомпании Amazon Studios и STXfilms начали изучать возможность создания продолжения фильма 2020 года в августе 2020 года, после того как фильм показал высокие рейтинги на стриминговом сервисе Amazon Prime Video. Работа над новым фильмом началась в феврале 2023 года, режиссёром стал Питер Сигал, Дэйв Батиста, Хлоя Колман, Кристен Шаал и Кен Чон повторят свои роли из первого фильма. Анна Фэрис, Крэйг Робинсон и Флюла Борг присоединились к актёрскому составу, съёмки начнутся в том же месяце. Съёмки завершились в Венеции в мае 2023 года.
Премьера состоялась 18 июля 2024 года на стриминговом сервисе Amazon Prime Video.

## Отзывы и оценки
На сайте Rotten Tomatoes фильм имеет рейтинг 19 % основанный на 31 отзыве, со средней оценкой 4/10. 